# Фридрих Вилхелм фон Золмс-Хоензолмс-Лих
Фридрих Вилхелм фон Золмс-Хоензолмс-Лих (на немски: Friedrich Wilhelm zu Solms-Hohensolms-Lich; * 13 февруари 1682 в Хоензолмс; † 17 януари 1744 в Хоензолмс) е граф на Золмс-Хоензолмс-Лих.
Той е син на граф Йохан Лудвиг фон Золмс-Хоензолмс (1646 – 1707) и първата му съпруга бургграфиня и графиня Луиза фон Дона-Вианен (1646 – 1687), дъщеря на граф Христиан Албрехт фон Дона-Шлобитен и София Теодора ван Бредероде. Сестра му Амалия фон Золмс-Хоензолмс (1678 – 1746) е омъжена през 1700 г. за граф Фридрих Адолф фон Липе-Детмолд (1667 – 1718).

## Фамилия
Фридрих Вилхелм се жени на 23 август 1710 г. в Бирщайн за графиня Вилхелмина Магдалена фон Изенбург-Бюдинген-Бирщайн (* 23 ноември 1682 в Бирщайн; † 8 декември 1749 в Хоензолмс), дъщеря на граф Вилхелм Мориц I фон Изенбург-Бирщайн (1657 – 1711) и първата му съпруга графиня Анна Амалия фон Изенбург-Бюдинген (1653 – 1700). Те имат децата:
- Вилхелмина Амалия Луиза (* 8 юни 1711), омъжена 1744 г. за фон Пфафенрат
- Лудвиг Вилхелм (1712 – 1712)
- Кристиан Лудвиг (1713 – 1714)
- син (*/† 1714), близнак
- Фридрих Карл (1714 – 1714)
- Фридерика Кристина (1715 – 1779)
- Флорентина София (1716 – 1717)
- Ернестина Шарлота (1717 – 1784)
- Шарлота Албертина (1718 – 1719)
- Хенриета Августа (1719 – 1786)
- Филип Ернст (1720 – 1741)
- София Марияна (1721 – 1802)
- Леополдина Каролина (1723 – 1726)
- Александрина Теодора (1724 – 1725)
- Луиза Франциска (1724 – 1725)
- Карл Кристиан фон Золмс-Хоензолмс-Лих (1725 – 1803), първият княз на Золмс-Хоензолмс-Лих, женен на 21 декември 1759 г. в Касел за графиня и бургграфиня София Шарлота фон Дона-Шлобитен (1740 – 1798)
- Густав Адолф (1726 – 1728)
- Франц Казимир (1728 – 1728)